# フェラーリ・250GT TdF
フェラーリ・250GT ベルリネッタ・ツール・ド・フランス (Ferrari 250GT Berlinetta Tour de France) は、イタリアの自動車メーカー、フェラーリが1956年から1959年まで生産した自動車。通称は250GT TdF。

## 歴史
250GTのコンペティションモデル。エンジンはV型12気筒、2.953ccの280馬力/7.000rpmを搭載、ほぼ同時期に生産されていた250GTボアーノ/250GTエッレーナより高いチューニングが施され、ボディは軽量なアルミ製となった。デザインはピニンファリーナが担当、製作はスカリエッティが担当。1957年にボディに大幅な変更行われ、生産台数は94台。伝統的なフェラーリのコンペティションモデル。

## レースでの活躍
フランスのレース、トゥール・ド・フランスで8年連続総合優勝する活躍、フェラーリ・250GT T.d.Fという呼び名が付いた。